# Herbert Panse
Herbert Panse (Dresda, 6 marzo 1914 – 24 agosto 1980) è stato un calciatore tedesco, di ruolo centrocampista.